# Ramelsloher
La ramelsloher est une race de poules domestiques originaire d'Allemagne.

## Description

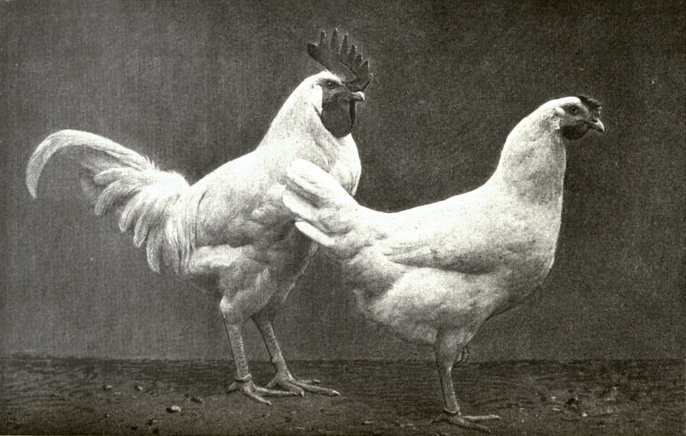
Coq et poule au plumage blanc.

C'est une grande volaille vigoureuse au corps allongé et cylindrique et au port moyen. Sa crête est simple et de grandeur moyenne; ses oreillons, blanc bleuâtre ; son bec et ses tarses, bleus. Son plumage est ferme, assez long. Elle est vive, mais néanmoins familière.
Elle pond ~170 œufs par an.

## Histoire
Elle a été sélectionnée comme race à partir de la poule commune Vierländer, en partant surtout de sujets très typés de cette volaille, dans le village de Ramelsloh, de l'arrondissement de Harburg. Elle a été exposée pour la première fois en 1874, à Hambourg, sous le nom de Ramelsloher; améliorée plus tard avec des andalouses blanc sale, des espagnoles à face blanche et des cochins.
C'est une race devenue aujourd'hui extrêmement rare, et inscrite à la liste rouge des animaux domestiques en voie d'extinction en Allemagne. Elle est inscrite aussi à la liste de la Gesellschaft zur Erhaltung alter und gefährdeter Haustierrassen, société qui défend la conservation des races domestiques anciennes.

## Standard officiel
- Masse idéale : coq : 2,5 à 3 kg ; poule : 2 à 2,5 kg.
- Crête : simple, 5 à 7 crétillons.
- Oreillons : blanc bleuâtre.
- Couleur des yeux : brun foncé ; cerclé de noir.
- Couleur de la peau : blanche.
- Couleur des tarses : gris ardoisé,  plus clairs chez les sujets âgés.
- Variétés de plumage : blanc, fauve.
- Œufs à couver : min. 56 g, coquille blanche.
- Diamètre des bagues : coq : 20 mm ; poule : 18 mm.

## Illustrations

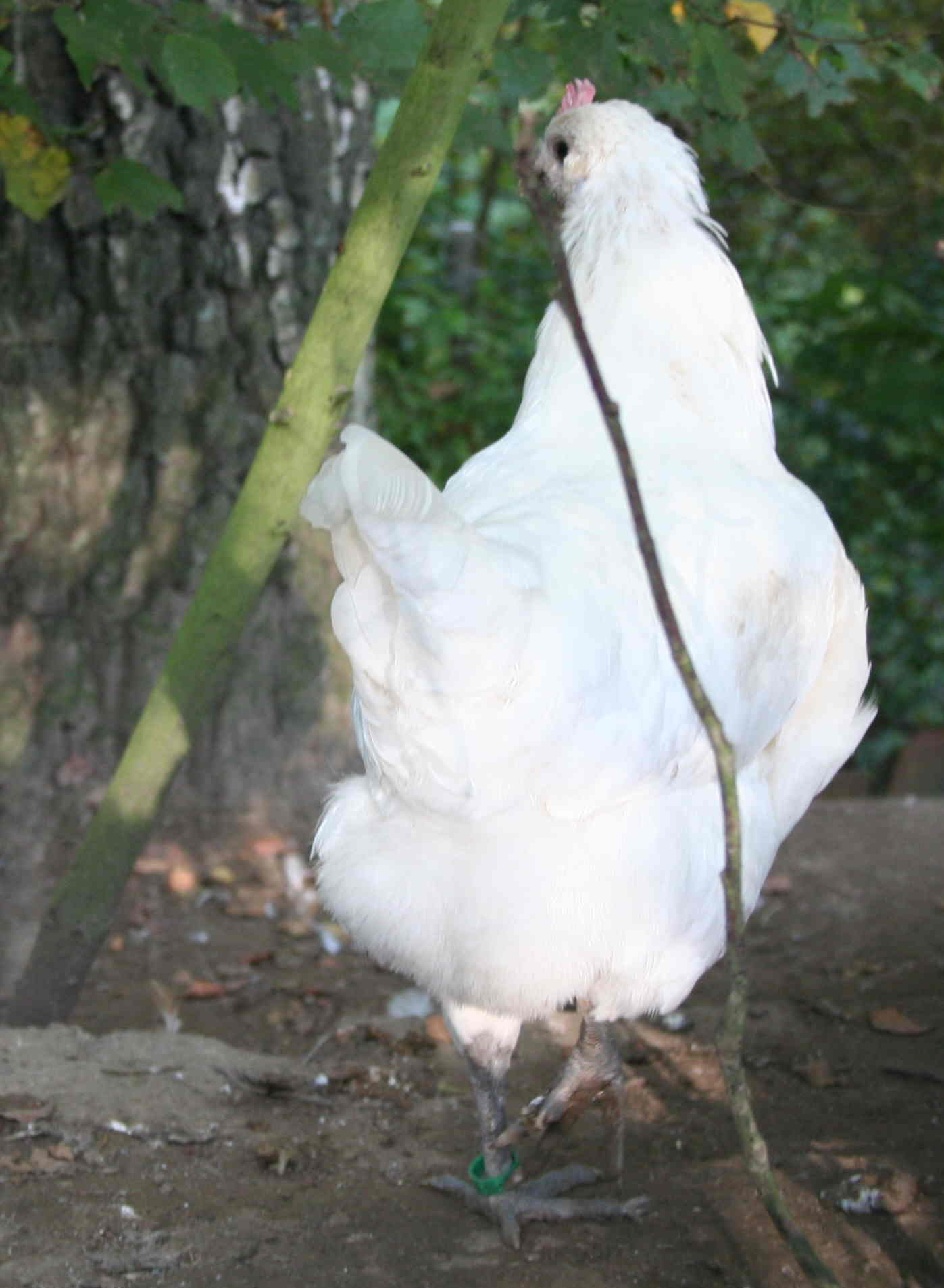
Poule blanche ramelsloher.
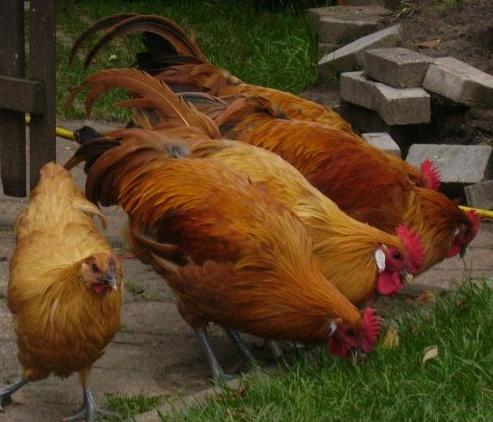
Sujets au plumage fauve.
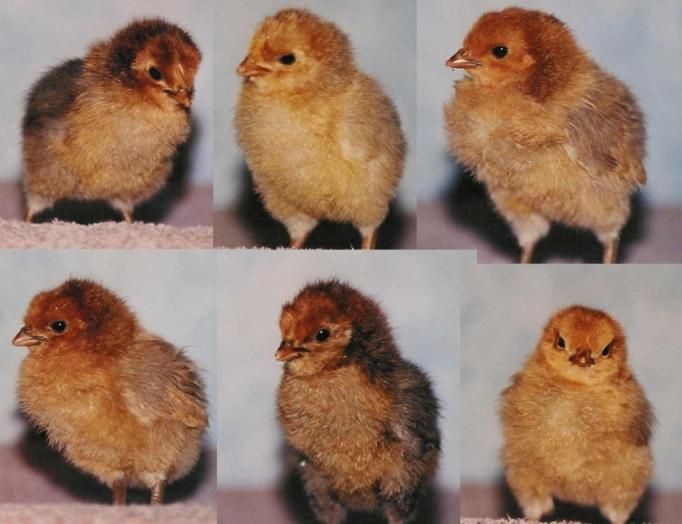
Poussins d'un ou deux jours de la variété fauve.

## Sources
- Le Standard officiel des volailles (Poules, oies, dindons, canards et pintades), édité par la SCAF.